# 오토시베역
오토시베역(일본어: 落部駅 오토시베에키[*])은 일본 홋카이도 후타미 군 야쿠모정에 있는 홋카이도 여객철도 하코다테 본선의 철도역이다.

## 역 구조
역은 곡선 상에 위치하고 있으며, 2면 3선의 복합식 승강장이 있는 지상역이다. 두 승강장은 중앙에 위치한 구내 건널목으로 연결되어 있다. 대피선은 주로 화물 열차의 대피에 사용된다.
목조 역사가 있는 간이 위탁역으로, 야쿠모 역에서 관리하는 역이다. 영업 시간은 7시 30분부터 14시까지다.

### 승강장
| 상행 | ■ 하코다테 본선 | 모리 · 오누마 · 하코다테 방면   |
| 하행 | ■ 하코다테 본선 | 야쿠모 · 군누이 · 오샤만베 방면 |

## 역 주변
- 야쿠모 정립 오토시베 중학교
- 야쿠모 정립 오토시베 초등학교
- 오토시베 우편국
- 야쿠모 정사무소 오토시베 지소
- 야쿠모 경찰서 오토시베 주재소

## 역사
- 1911년 8월 5일 - 일본국유철도의 일반역으로 개업.
- 1980년 5월 1일 - 화물 취급 폐지.
- 1984년 2월 1일 - 수하물 취급 폐지.
- 1987년 4월 1일 - 일본국유철도 분할 민영화로 홋카이도 여객철도가 계승.
- 2007년 10월 - 역 번호 부여. H57.

## 인접한 역
| 홋카이도 여객철도 하코다테 본선 | 홋카이도 여객철도 하코다테 본선 | 홋카이도 여객철도 하코다테 본선 |
| ------------------------------- | ------------------------------- | ------------------------------- |
| H58 이시쿠라 하코다테 방면      | ■ 하코다테 본선                 | H56 노다오이 오샤만베 방면      |